# Boštjan Jelečević
Boštjan Jelečević, slovenski nogometaš, * 16. marec 1985.
Jelečević je nekdanji profesionalni nogometaš, ki je igral na položaju branilca. V svoji karieri je igral za slovenska kluba Interblock in Rudar Velenje. Skupno je v prvi slovenski ligi odigral 95 tekem in dosegel dva gola, v drugi slovenski ligi 45 tekem in en gol, v pokalnem tekmovanju pa 10 tekem in en gol.